# Boleum
Boleum é um género botânico monotípico pertencente à família Brassicaceae. A única espécie pertencente a este género é Boleum asperum.
É endémica do Nordeste de Espanha, particularmente Aragão e Catalunha.
Está listada no Anexo II da Directiva Habitats e no Apêndice I da Convenção de Berna.